# 七星郡

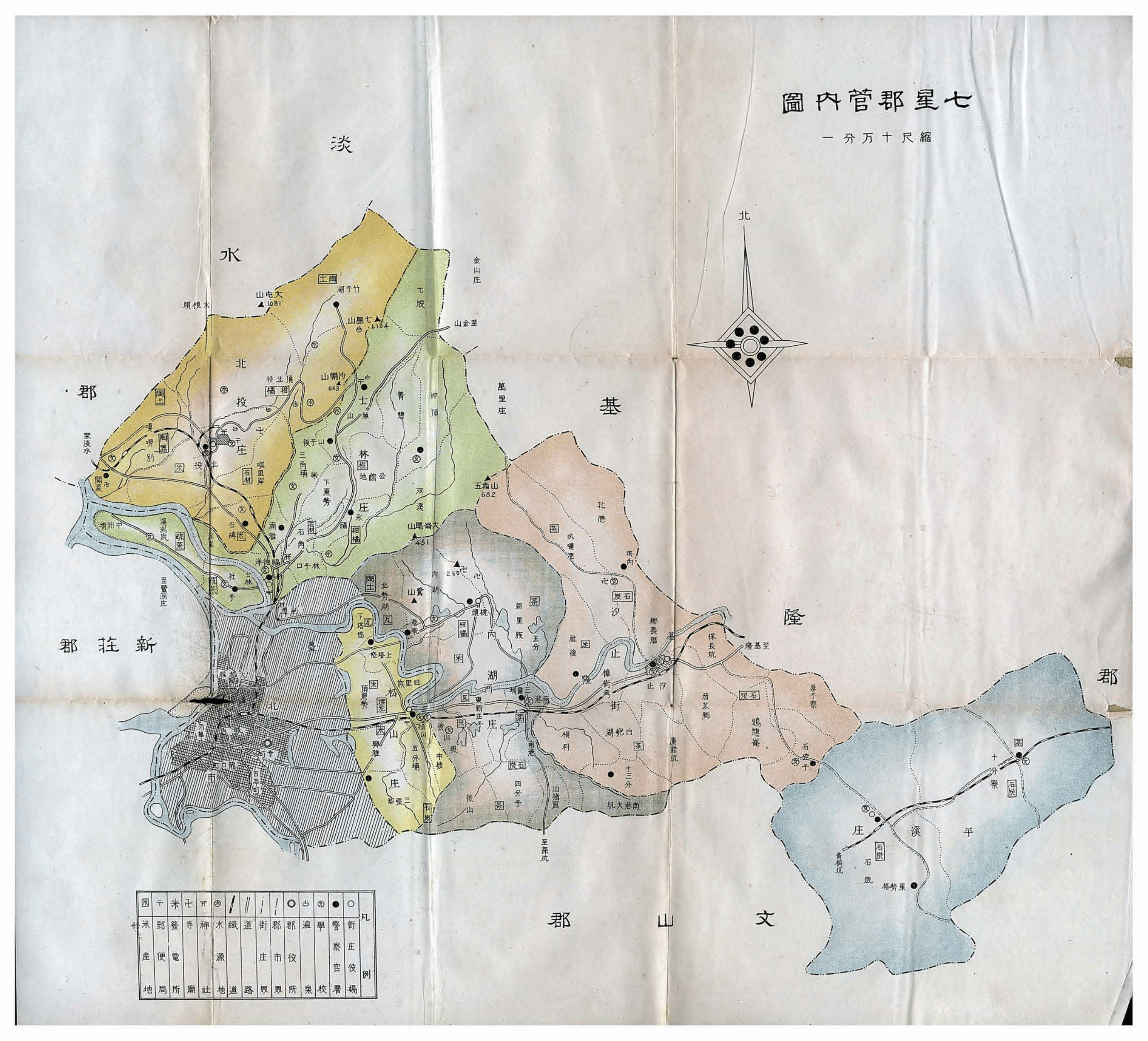
七星郡の地図（1932年）

七星郡（しちせいぐん）は日本統治時代の台湾に存在した行政区画の一つであり、台北州に属した。

## 概要
七星郡の名称は七星山が区域内に位置したことによる。
消滅時に下部に汐止街、士林街、北投街、内湖庄を管轄していた。ほかに、平渓庄は1932年に基隆郡に、松山庄は1938年に台北市に編入されている。現在の行政区画は台北市士林区、北投区、内湖区、南港区と、新北市汐止区である。

## 歴史
1945年、中華民国に台湾の統治権が移管されると、七星郡は台北県七星区と改称された。1947年には七星区は廃止、汐止、士林、北投、内湖は台北県淡水区に編入された。1949年に士林、北投は陽明山管理局に移管された。1967年に陽明山管理局、内湖、南港（1946年に内湖より分割）は台北市に編入され、1999年に汐止は台北県の県轄市に昇格した。

## 歴代首長

### 郡守

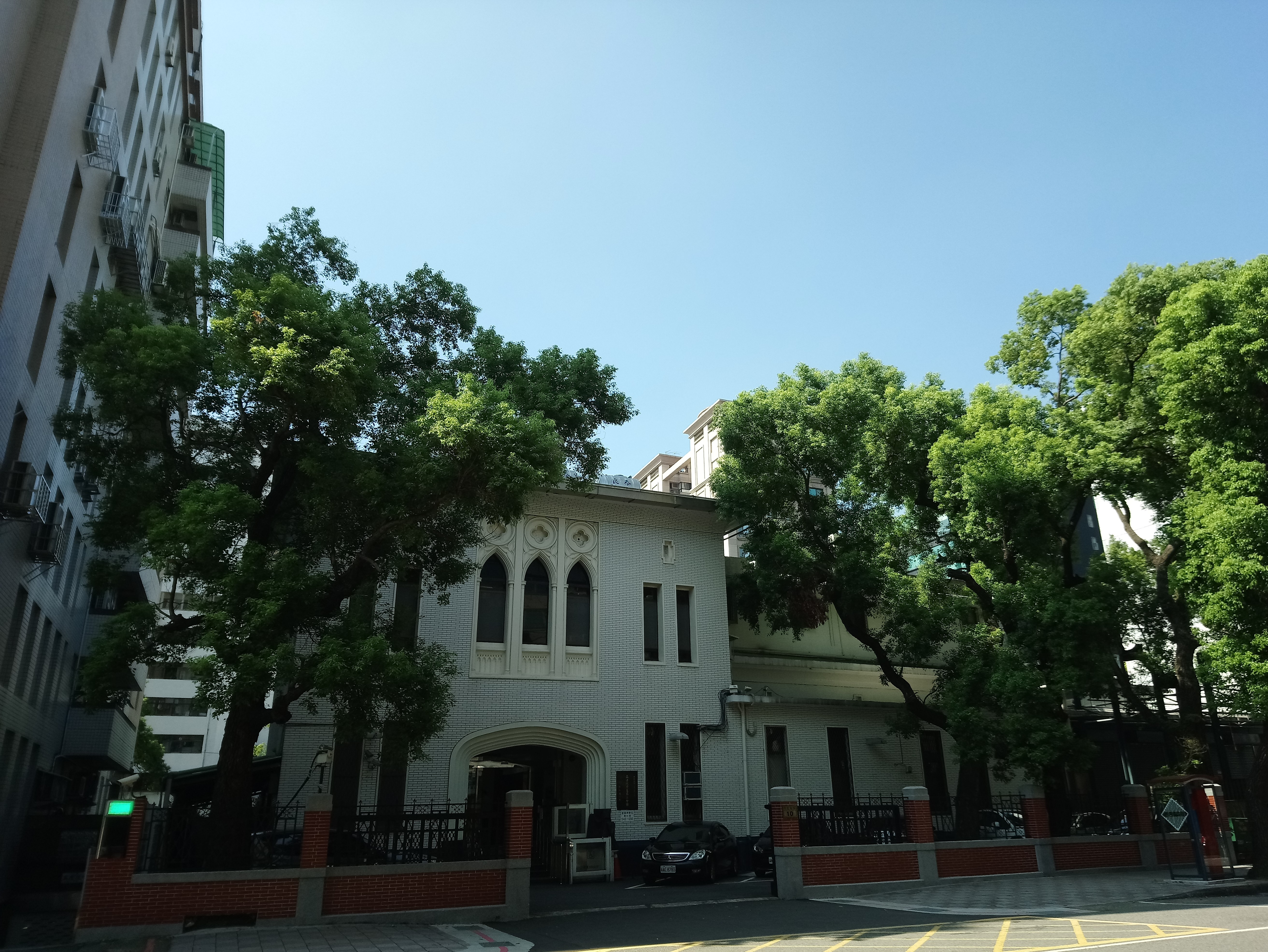
旧七星郡役所

- 館与吉[1]
- 石川定俊[2]：1924年10月[3] -
- 河野博通[4]
- 佐治孝徳[5]
- 佐佐木金太郎[6]
- 曽根原弘[7]
- 佐藤勝也[8]
- 河合豪介[9]
- 鳥海剛[10]：1937年11月[11] -
- 久保庄太夫[12]
- 赤堀正雄[13]